# Aşk ve Ceza
Aşk ve Ceza is een Turkse romantische dramaserie voor kijkers boven de 12 jaar. De hoofdrollen worden gespeeld door Nurgül Yeşilçay, Murat Yildirim, Cetin Feride. De serie werd uitgezonden op ATV tussen 5 januari 2010 en 27 juni 2011.

## Verhaal
Een door haar vriend bedrogen meisje was in haar boosheid begonnen met whisky te drinken tot ze dronken was. Een man aan de bar heeft haar meegenomen en ze hebben samen iets gehad. Als ze terug naar huis loopt, beseft ze dat ze de naam van de man bijna niet meer kan herinneren.
Ongeveer een maand later blijkt ze zwanger te zijn en besluit haar kind te houden. Later ontdekt ze dat haar werkgever de vader van haar kind is. Ze gaan samenwonen en beleven nog veel samen. Aan het eind van het verhaal zijn ze een gelukkig gezin met twee kinderen.